# Аркебек
Аркебек (нем. Arkebek) — община в Германии, в земле Шлезвиг-Гольштейн. 
Входит в состав района Дитмаршен. Подчиняется управлению КЛьГ Альберсдорф.  Население составляет 239 человек (на 31 декабря 2010 года). Занимает площадь 6,92 км².
Коммуна подразделяется на 3 сельских округа.